# Bissingen (Bavière)
Pour les articles homonymes, voir Bissingen.
Bissingen est un bourg de Bavière (Allemagne), située dans l'arrondissement de Dillingen, dans le district de Souabe.